# Districte de Dieppe
El Districte de Dieppe és un dels tres districtes amb què es divideix el departament francès del Sena Marítim, a la regió de la Normandia. Té 20 cantons i 350 municipis. El cap del districte és la sotsprefectura de Dieppe.

## Cantons
cantó d'Argueil - cantó d'Aumale - cantó de Bacqueville-en-Caux - cantó de Bellencombre - cantó de Blangy-sur-Bresle - cantó de Cany-Barville - cantó de Dieppe-Est - cantó de Dieppe-Oest - cantó d'Envermeu - cantó d'Eu - cantó de Fontaine-le-Dun - cantó de Forges-les-Eaux - cantó de Gournay-en-Bray - cantó de Londinières - cantó de Longueville-sur-Scie - cantó de Neufchâtel-en-Bray - cantó d'Offranville - cantó de Saint-Saëns - cantó de Saint-Valery-en-Caux - cantó de Tôtes